# Slumsyster

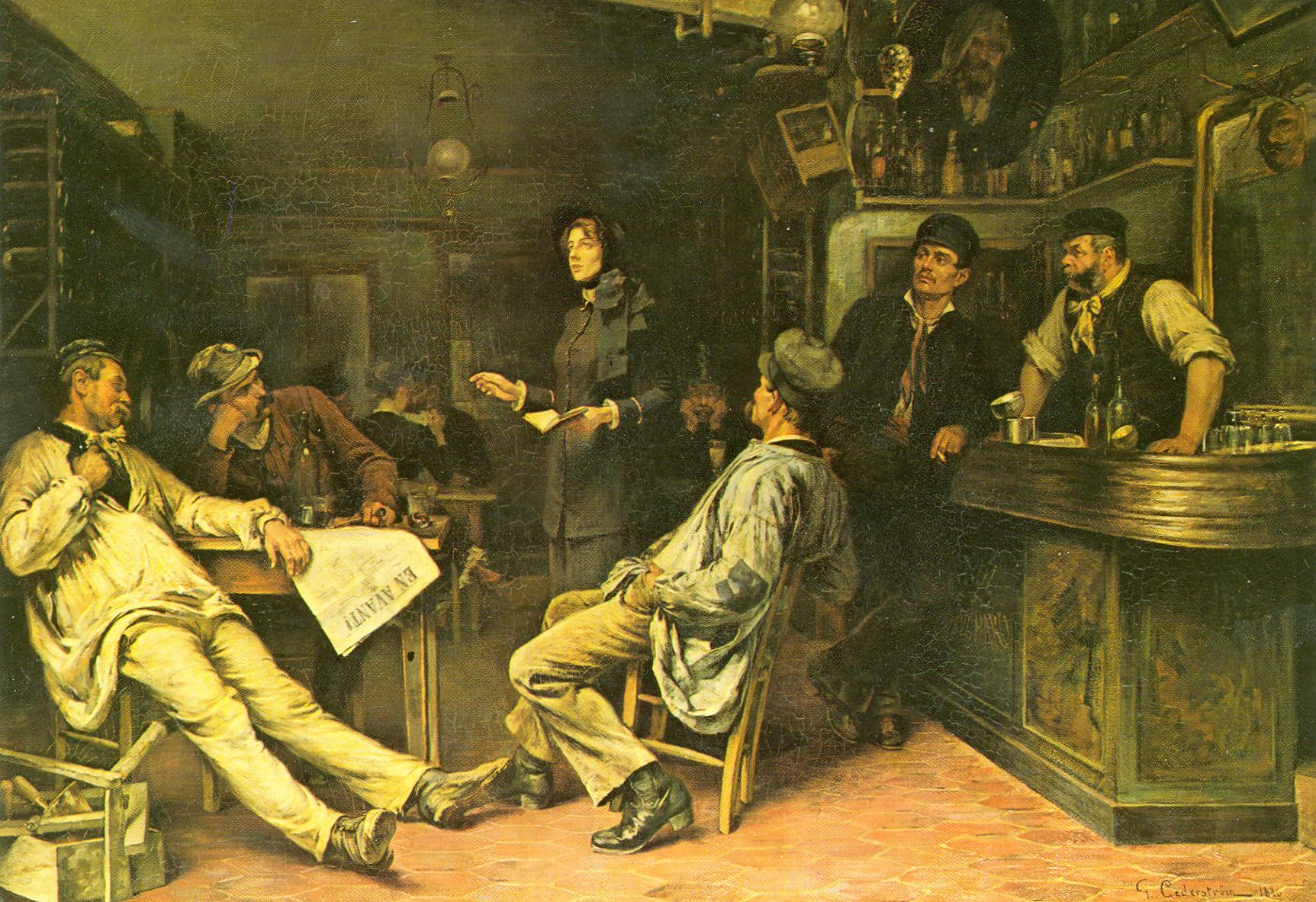
Frälsningsarmén av Gustaf Cederström från 1886.

Slumsyster är en titel på en kvinnlig frälsningsofficer som arbetade socialt på de slumstationer (härbärgen) som bedrevs av Frälsningsarmén samt med uppsökande socialt arbete i hemmen ungefär som dagens uppsökande verksamhet inom socialtjänsten arbetar. I Selma Lagerlöfs roman Körkarlen innehar en slumsyster en av de främsta rollerna.